# Kaunas getto
Kaunas getto inrättades av Nazityskland sommaren 1941 för att hysa den judiska befolkningen i den litauiska staden Kaunas (benämnd Kovno på ryska). Som mest bodde 30 000 människor i gettot. I september 1943 omvandlades det av SS till ett koncentrationsläger – KZ Kauen. Lägret existerade knappt ett år; i början av juli 1944 evakuerades de flesta fångarna till koncentrationslägren Stutthof, Auschwitz och Dachau. Kort därefter, tre veckor innan den sovjetiska armén nådde Kaunas, utplånade tyskarna lägret genom sprängning och omkring 2 000 judar dog i eldhavet eller sköts ihjäl.